# Idaho County
Idaho County is een county in de Amerikaanse staat Idaho.
De county heeft een landoppervlakte van 21.976 km² en telt 15.511 inwoners (volkstelling 2000). De hoofdplaats is Grangeville.